# Macrostomum lineare
Macrostomum lineare är en plattmaskart. Macrostomum lineare ingår i släktet Macrostomum och familjen Macrostomidae. Inga underarter finns listade i Catalogue of Life.